# Someday at Christmas (chanson)
Someday at Christmas, à l'origine typographiée Some Day at Christmas, est une chanson écrite par Ron Miller et Bryan Wells, initialement interprétée par Stevie Wonder et sortie en single en 1966.
Produite par Henry Crosby (en), la chanson sera la plage-titre de l'album de Wonder sortant l'année suivante et contenant onze autres chants de Noël dont plusieurs classiques.
Malgré le manque de succès populaire lors de sa première diffusion, Someday at Christmas est devenu un classique de Noël et la chanson de Noël la plus reprise issue du catalogue de la Motown. Elle fait ainsi l'objet de nombreuses interprétations à travers les décennies (The Jackson 5, Diana Ross, Pearl Jam, Justin Bieber ou encore Lizzo) dont certaines classées (Mary J. Blige et Jordan Hill (en)) ainsi que par Stevie Wonder lui-même en 2015, en duo avec Andra Day.

## Interprétations de Stevie Wonder

### Version 1966
Singles de Stevie Wonder
A Place in the Sun
(1966) Travlin' Man
(1966)
Le single est enregistré en septembre 1966 et sort le 22 novembre de la même année.
Il est accompagné en face B par la chanson The Miracles of Christmas, également co-écrite par Ron Miller mais cette fois avec son épouse Aurora.
Le titre est produit par Henry Crosby (en) chez Tamla/Motown (référence T-54142).

#### Classements
Bien que n'étant pas entré dans le classement américain à l'époque, le single est aujourd'hui considérée comme un "classique de Noël",.
Différentes rééditions dans les années 1990 et 2010 lui ouvrent les portes de certains classements nationaux.
| Classement                                     | Meilleure Position | Année |
| ---------------------------------------------- | ------------------ | ----- |
| Japon (Japan Hot 100)                          | 48                 | 2014  |
| Suède (Sverigetopplistan)                      | 59                 | 2017  |
| États-Unis (Billboard Adult R&B Songs (en))    | 33                 | 1998  |
| États-Unis (Billboard Best Bets for Christmas) | 34                 | 1967  |

#### Album
L'année suivante, le titre servira de plage-titre pour ce qui sera le premier album de Noël de Stevie Wonder et le huitième opus studio de sa carrière.

### Version 2015
Kai Millard, alors épouse de Stevie Wonder, découvre Andra Day via une vidéo amateur enregistrée à Malibu. Wonder est séduit par sa voix et prend contact avec elle. Une véritable amitié va s'installer entre eux : Wonder la présente à Adrian Gurvitz et jouera de l'harmonica sur la chanson City Burns, présente sur son album Cheers to the Fall (en).
Wonder et Day enregistrent alors un duo pour une campagne publicitaire de l'entreprise américaine Apple. Le single qui en découle est produit par Stevie Wonder et Warryn Campbell (en).

#### Clip vidéo
Le clip à vocation publicitaire montre Wonder configurer son Mac pour enregistrer le piano sur lequel il joue, Andra Day l'accompagnant au chant. La  vidéo de leur duo est entrecoupée de scènes de la vie familiale mêlant bricolages, jeux de société et rires.

#### Classements
Cette nouvelle version est publiée le 26 novembre 2015.
| Classement (2015–2017)                        | Meilleure Position |
| --------------------------------------------- | ------------------ |
| France (SNEP)                                 | 108                |
| Belgique (Ultratop 50 Singles néerlandophone) | Tip                |
| États-Unis (Billboard Adult R&B Songs (en))   | 23                 |

## Reprises
Informations issues de Second Hand Songs, sauf mentions contraires.
Someday to Christmas est la chanson de Noël la plus reprise du répertoire de la Motown, comptant plus d'une soixantaine d'interprétations parmi lesquelles :
- The Jackson 5 sur The Jackson 5 Christmas Album (1970),
- The Temptations sur The Temptations Christmas Card (en) (1970),
- Diana Ross sur A Very Special Season (en) (1994). En 2012, elle interprète la chanson lors de l'émission Christmas in Washington (en) en présence du président Barack Obama[15],
- Mary J. Blige enregistre une reprise pour la compilation multi-artistes My Christmas Album (1999)[16]. La chanson atteint la 87e place[17] au Billboard R&B,
- Remy Zero sur A Searchers EP (en) (2001),
- Pearl Jam en single (2004),
- Bianca Ryan sur Christmas Everyday! (2006),
- Jack Johnson sur This Warm December (2008),
- Trijntje Oosterhuis sur This Is the Season (2010),
- Hue and Cry (en) sur Xmasday sur (2010),
- Jars of Clay sur More Christmas Songs EP (2011),
- Justin Bieber sur Under the Mistletoe (2011),
- Jordan Hill (en) en single (2012), atteignant la 11e place du Billboard Adult Contemporary[18],
- LeAnn Rimes sur One Christmas - Chapter 1 (2014),
- Weeping Willows (en) sur Christmas Time Has Come (en) (2014),
- Allison Crowe sur Souling (2014),
- Mint Condition (en) sur Healing Season (en) (2015),
- Jackie Evancho sur Someday at Christmas (en) (2016)[19],
- Rascal Flatts sur The Greatest Gift of All (en) (2016),
- Hanson sur Finally It's Christmas (en) (2017),
- Aga Zaryan (en) sur What Xmas Means to Me (2018),
- Mitch Ryder sur Christmas (Take a Ride) (2018),
- Ne-Yo et RaVaughn (en) sur Another Kind of Christmas (2019),
- Axelle Red sur The Christmas Album (2022),
- Lizzo enregistre une interprétation en exclusivité pour Amazon Music[6] et diffusée sur son album Special (en) dans une édition spéciale 'Holiday'[20] (2022).

### Adaptations en langue étrangère
| Année | Langue    | Titre            | Adaptation               | Interprète(s)                           |
| ----- | --------- | ---------------- | ------------------------ | --------------------------------------- |
| 2008  | Français  | Un jour Noël     | Caroline Dufour          | Marie-Elaine Thibert et Gregory Charles |
| 2015  | Islandais | Dag einn á jólum | Bergur Ebbi Benediktsson | Stefán Hilmarsson                       |

## Utilisation dans les médias
- Dans Le Mariage de l'année, 10 ans après de Malcolm D. Lee (2013), interprété par Mario[21],
- Dans Les Simpson (saison 26, épisode 9) (2014)[22],
- Dans Scandal (saison 5, épisode 9) (2015)[23],
- Dans Love, Simon de Greg Berlanti (2018)[23].